# バズバラ!
『バズバラ!』は、静岡朝日テレビ（SATV）で2021年4月20日（4月19日深夜）から2021年6月25日（6月24日深夜）（JST）まで放送されていた、静岡朝日テレビの製作によるバラエティ番組の放送枠である。

## 概要
タイトルの『バズバラ!』は「バズるバラエティ番組」を意味する。
週替りで、異なる出演者・テーマのバラエティ番組を合計10本放送した。それぞれの番組は、火曜(月曜深夜)から金曜(木曜深夜)までの4日連続で放送されていた。
当時、放送された番組は静岡朝日テレビの動画配信サイト「LOOK動画」で見逃し配信されていたが、2023年現在、動画は削除されている。

## 放送時間
| 曜日                                | 時間             |
| ----------------------------------- | ---------------- |
| 火曜（月曜深夜） - 木曜（水曜深夜） | 午前 0:15 - 0:45 |
| 金曜（木曜深夜）                    | 午前 0:45 - 1:15 |

## 放送内容
日付はJST。放送上は前日深夜。

### 2021年
| 週 | 番組名                                       | 放送日         | 出演者                                                                                   |
| -- | -------------------------------------------- | -------------- | ---------------------------------------------------------------------------------------- |
| 1  | BUZZ ニュース!                               | 4月20日 - 23日 | 鬼越トマホーク 松田和佳（静岡朝日テレビアナウンサー）                                    |
| 2  | 森田と犬                                     | 4月27日 - 30日 | 森田哲矢（さらば青春の光） 賀屋壮也（かが屋）                                            |
| 3  | もう中TV                                     | 5月4日 - 7日   | もう中学生 向井慧（パンサー） 永野 高木晋哉（ジョイマン） こがけん                       |
| 4  | おは☆オメ                                    | 5月11日 - 14日 | 石田明(NON STYLE) 富士彦                                                                 |
| 5  | この街 How much?                             | 5月18日 - 21日 | ゆってぃ ほのか                                                                          |
| 6  | キミはまだシンデレラBUSTERS                  | 5月25日 - 28日 | 土佐兄弟                                                                                 |
| 7  | 推しパンサー                                 | 6月1日 - 4日   | パンサー（菅良太郎・向井慧・尾形貴弘）                                                   |
| 8  | すゑ様のお戯れ                               | 6月8日 - 11日  | すゑひろがりず 井下好井 ななまがり GAG                                                   |
| 9  | りゅうこうしっちぇる？                       | 6月14日 - 16日 | りゅうちぇる 須藤誠人（静岡朝日テレビアナウンサー） 北川彩（静岡朝日テレビアナウンサー） |
| 10 | ナニソレ！〜ツッコミ入れさせていただきます〜 | 6月21日 - 24日 | 小宮浩信（三四郎） たける（東京ホテイソン） 都築拓紀（四千頭身）                         |